# Мидлтон (Тенеси)
Мидлтон (енгл. Middleton) град је у америчкој савезној држави Тенеси.

## Демографија
По попису из 2010. године број становника је 706, што је 104 (17,3%) становника више него 2000. године.
| Група             | 2000.       | 2010.       |
| Белци             | 527 (87,5%) | 557 (78,9%) |
| Афроамериканци    | 68 (11,3%)  | 121 (17,1%) |
| Азијати           | 4 (0,7%)    | 5 (0,7%)    |
| Хиспаноамериканци | 4 (0,7%)    | 9 (1,3%)    |
| Укупно            | 602         | 706         |